# Elisabeth Theurerová
Elisabeth Maxová-Theurerová, nepřechýleně Max-Theurer nebo také Sissy Theurer (* 20. září 1956 Linec) je bývalá rakouská reprezentantka v jezdectví, specialistka na drezuru.
Jezdectví se věnuje od deseti let. Největších úspěchů dosáhla na valachovi Mon Cherie, s nímž vyhrála mistrovství Evropy v drezuře 1979 a letní olympijské hry 1980. Její prvenství na moskevské olympiádě se stalo předmětem kontroverze, protože většina jezdců ze Západu hry bojkotovala na protest proti sovětské invazi do Afghánistánu. Na LOH 1984 obsadila jedenácté místo a na LOH 1992 osmé místo. Je také šestinásobnou mistryní Rakouska v drezuře (1978, 1979, 1980, 1983, 1984 a 1992).
Aktivní kariéru ukončila v roce 1994 a stala se mezinárodní rozhodčí. Od roku 2002 je předsedkyní Rakouského jezdeckého svazu a od roku 2012 místopředsedkyní Rakouského olympijského výboru. Byla vyšetřována pro podezření ze zpronevěry peněz určených na organizaci jezdeckých závodů v Salcburku, obvinění se však neprokázalo.
V roce 1983 se provdala za svého trenéra Hanse Maxe. Mají dvě dcery, starší Victoria Maxová-Theurerová je rovněž jezdkyní a reprezentovala Rakousko na čtyřech olympiádách. Rodina žije na zámku Achleiten v Horních Rakousích. Elisabeth Theurer je také spolumajitelkou strojírenského podniku Plasser & Theurer. V roce 1996 jí byl udělen Čestný odznak Za zásluhy o Rakouskou republiku.